# Lubuk Bendahara
Lubuk Bendahara is een bestuurslaag in het regentschap Rokan Hulu van de provincie Riau, Indonesië. Lubuk Bendahara telt 1929 inwoners (volkstelling 2010).